# Hoții (operă)

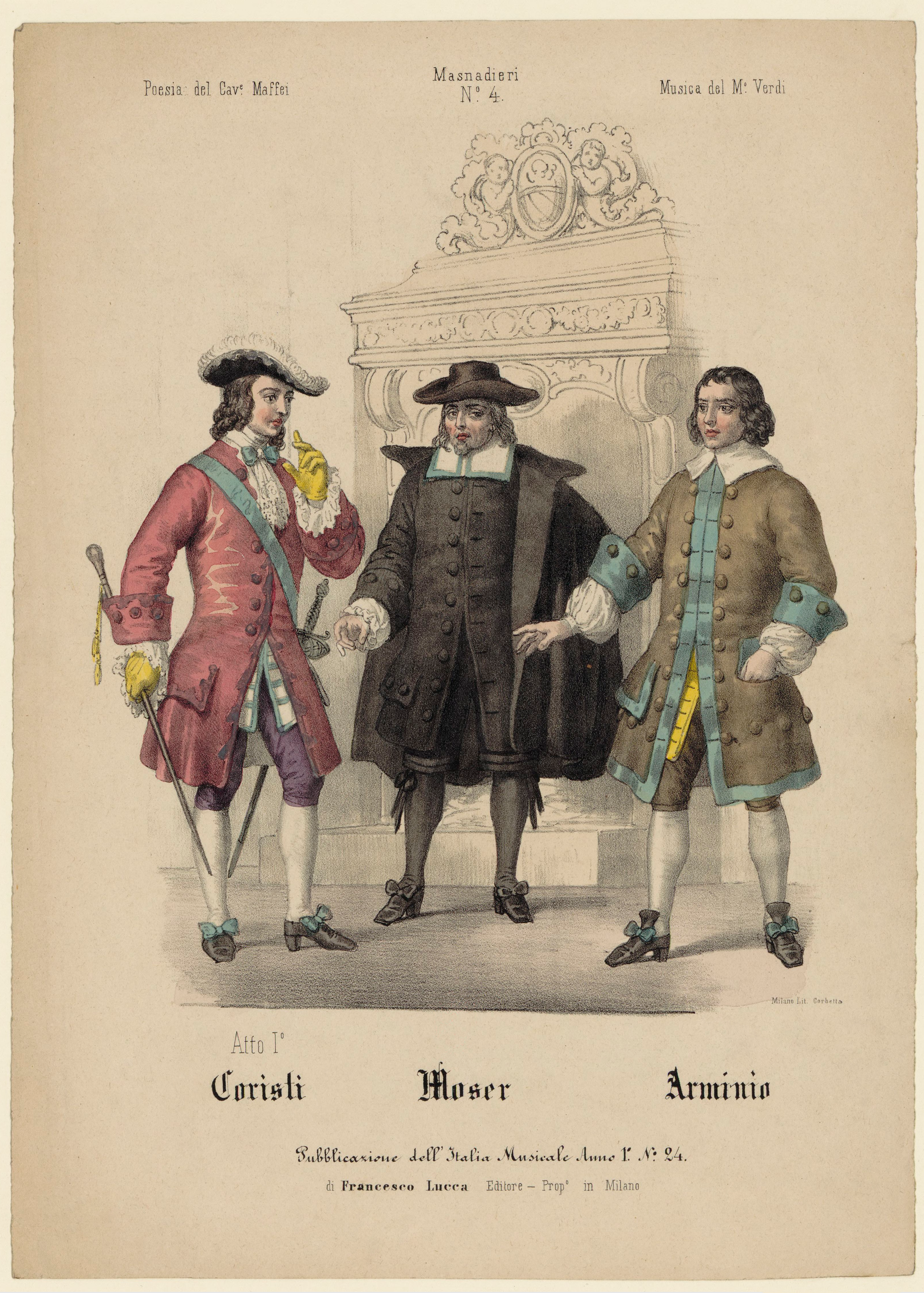
Scenă din actul I cu Chorister, Moser, and Arminio

 Hoții  (titlul original: în italiană I masnadieri) este o operă în 4 acte de Giuseppe Verdi, după un libret de Andrea Maffei, bazat pe drama Die Räuber (Hoții) de Friedrich von Schiller.
Premiera operei a avut loc la Her Majesty's Theatre din Londra, în ziua de 22 iulie 1847, sub conducerea muzicală a compozitorului. Prima reprezentație a fost un eșec. Opera a fost reluată în 1903 la Milano. 
Durata operei este de circa 2 ore. 
Locul de desfășurare a acțiunii este în Germania secolului al XVIII-lea.

## Personajele principale
- Massimiliano (Maximilian), Conte de Moor (bas)
- Amalia, nepoata sa, orfană (soprană)
- Carlo (Karl) Moor, fiul său mai în vârstă (tenor)
- Francesco (Franz) Moor, al doilea fiu al său (bariton)
- Arminio (Hermann), valet în casa Contelui de Moor (tenor)
- Moser, un preot (bas)
- Rolla (Roller), companionul Contelui de Moor (bariton)
- dame, tineri, hoți, fetișcane [2]